# Cunning Stunts
Cunning Stunts – zapis DVD koncertu zespołu Metallica, wydany 8 grudnia 1998 roku.
Ponad 170 minutowe wydawnictwo obejmuje: Występ w Fort Worth w stanie Teksas, USA, wywiady z członkami zespołu, film dokumentalny, dodatki „za sceną” oraz prawie 1000 zdjęć z trasy koncertowej. Podczas trzech utworów jest możliwe wybranie pięciu różnych ujęć kamer: ogólnego, bądź na jednego z czterech członków zespołu.
Nagrania w Polsce uzyskały certyfikat złotej płyty DVD.

## Lista utworów
Opracowano na podstawie materiału źródłowego.
| DVD 1 | DVD 1                                                                               | DVD 1   |
| Nr    | Tytuł utworu                                                                        | Długość |
| ----- | ----------------------------------------------------------------------------------- | ------- |
| 1.    | „Bad Seed Jam/So What?”                                                             | 5:34    |
| 2.    | „Creeping Death”                                                                    | 6:49    |
| 3.    | „Sad but True”                                                                      | 6:31    |
| 4.    | „Ain’t My Bitch (Multiple Angles)”                                                  | 6:27    |
| 5.    | „Hero of the Day”                                                                   | 4:18    |
| 6.    | „King Nothing”                                                                      | 5:29    |
| 7.    | „One”                                                                               | 7:23    |
| 8.    | „Fuel (Demo Version)”                                                               | 5:50    |
| 9.    | „Bass/Guitar Doodle (Medley of My Friend of Misery, and Welcome Home (Sanitarium))” | 3:55    |
| 10.   | „Nothing Else Matters”                                                              | 6:05    |
| 11.   | „Until It Sleeps”                                                                   | 4:17    |
| 12.   | „For Whom the Bell Tolls (Multiple Angles)”                                         | 5:51    |
| 13.   | „Wherever I May Roam (Multiple Angles)”                                             | 7:14    |
| 14.   | „Fade to Black”                                                                     | 8:29    |
| 15.   | „Kill/Ride Medley”                                                                  | 16:10   |
|       |                                                                                     | 1:40:22 |

| DVD 2 | DVD 2                                 | DVD 2   |
| Nr    | Tytuł utworu                          | Długość |
| ----- | ------------------------------------- | ------- |
| 1.    | „Leper Messiah Jam/Last Caress”       | 5:28    |
| 2.    | „Master of Puppets (short version)”   | 3:43    |
| 3.    | „Enter Sandman”                       | 7:36    |
| 4.    | „Cure Jam/Am I Evil? (short version)” | 7:04    |
| 5.    | „Motorbreath”                         | 3:16    |
|       |                                       | 27:07   |

## Twórcy
Opracowano na podstawie materiału źródłowego.
| Zespół Metallica w składzie - James Hetfield – wokal prowadzący, gitara rytmiczna - Lars Ulrich – perkusja - Kirk Hammett – gitara prowadząca - Jason Newsted – gitara basowa, wokal wspierający | Inni - Wayne Isham – reżyser - Dana Marshall, Joe Plewa – produkcja - Andie Airfix – oprawa graficzna - Anton Corbijn – zdjęcia |